# Orthogoniosaurus
Genre
Espèce
Orthogoniosaurus est un genre éteint de dinosaures théropodes du Crétacé supérieur retrouvé à Jabalpur en Inde. L'espèce type, Orthogoniosaurus matleyi, a été nommée et décrite par H. C. Das-Gupta en 1931.
Étant le premier théropode nommé de la formation de Lameta, il a parfois été utilisé comme synonyme d'autres membres de ce sous-ordre tels Indosaurus et Indosuchus. Cependant, étant un taxon basé sur une seule dent, cela a été découragé par la suite.
Le genre est considéré nomen dubium par certains paléontologues.
Un autre taxon basé sur une dent, « Massospondylus » rawesi, daté du Trias supérieur, est parfois associé au genre, bien que cela demeure une hypothèse.